# Książnica-Atlas

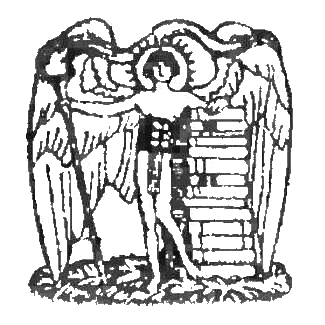
Logo wydawnictwa Książnica-Atlas (1929)

Zjednoczone Zakłady Kartograficzne i Wydawnicze „Książnica-Atlas” (także Książnica Polska ) – polskie wydawnictwo szkolne i naukowe działające w latach 1924–1941 we Lwowie i w latach 1946–1951 we Wrocławiu; od 1923 wydawało kwartalnik „Polski Przegląd Kartograficzny”; w 1951 zostało przekształcone w Państwowe Przedsiębiorstwo Wydawnictw Kartograficznych.

## Historia
Zjednoczone Zakłady Kartograficzne i Wydawnicze, wydawnictwo powstałe ze zjednoczenia dwu wydawnictw: założonego w roku 1884 wydawnictwa „Książnica Polska” Towarzystwa Nauczycieli Szkół Wyższych oraz założonego przez Eugeniusza Romera w roku 1921 wydawnictwa kartograficznego „Atlas”. Wydawnictwo działało we Lwowie i w Warszawie w latach 1924–1941 oraz we Wrocławiu w latach 1946–1951. Zostało podzielone w roku 1951 między Państwowe Przedsiębiorstwo Wydawnictw Kartograficznych i Państwowe Wydawnictwo Książek Szkolnych.
W okresie II Rzeczypospolitej było jednym z najważniejszych wydawnictw polskich. W  wydawnictwie tym Jan Treter pełnił obowiązki dyrektora administracyjno-handlowego, natomiast Eugeniusz Romer prezesa Rady Nadzorczej. W zarządzie spółki zasiadał również Emil Żychiewicz.
Na światowej Wystawie Paryskiej w 1938 Książnicy-Atlas przyznano najwyższą nagrodę Grand Prix za całokształt prac wydawniczych.
W 1938 dyrektor Książnicy-Atlas Wacław Bembnowicz otrzymał Złoty Krzyż Zasługi.

## Publikacje
Program wydawniczy obejmował podręczniki szkolne i książki pomocnicze dla nauczycieli oraz uczniów szkół ogólnokształcących, wydawnictwa kartograficzne, a także dwie serie literatury dla dzieci i młodzieży: „Biblioteka Iskier” i „Biblioteka Iskierek”.
Wydawnictwo publikowało encyklopedie. W latach 1923–1925 we współpracy z Towarzystwem Nauczycieli Szkół Wyższych i Średnich we Lwowie opublikowało dwutomową Podręczną encyklopedię pedagogiczną przeznaczoną dla nauczycieli  . W latach 1933–1939 opublikowało również pięciotomową, ilustrowaną encyklopedię dla uczniów: Świat i życie. Zarys encyklopedyczny współczesnej wiedzy i kultury , a w 1934 Encyklopedię Gospodarstwa Domowego .